# Plouguin
Plouguin (bret. Plougin) – miejscowość i gmina we Francji, w regionie Bretania, w departamencie Finistère.
Według danych na rok 1990 gminę zamieszkiwało 2060 osób, a gęstość zaludnienia wynosiła 66 osób/km² (wśród 1269 gmin Bretanii Plouguin plasuje się na 300. miejscu pod względem liczby ludności, natomiast pod względem powierzchni na miejscu 255.).